# 1974-es Australian Open
Az 1974-es Australian Open az év első Grand Slam-tornája volt, december 26. és január 1. között rendezték meg Melbourne-ben. A férfiaknál az amerikai Jimmy Connors, nőknél az ausztrál Evonne Goolagong nyert.

## Döntők

### Férfi egyes
Jimmy Connors -  Phil Dent,  7-6, 6-4, 4-6, 6-3

### Női egyes
Evonne Goolagong -  Chris Evert, 7-6, 4-6, 6-0

### Férfi páros
Ross Case /  Geoff Masters -  Syd Ball /  Bob Giltinan 6-7, 6-3, 6-4

### Női páros
Evonne Goolagong /  Peggy Michel -  Kerry Harris /  Kerry Reid 7-5, 6-3

### Vegyes páros
1970–1986 között nem rendezték meg.